# Ventiella sulfuris
Ventiella sulfuris är en kräftdjursart som beskrevs av J. L. Barnard och Ingram 1990. Ventiella sulfuris ingår i släktet Ventiella och familjen Lysianassidae. Inga underarter finns listade i Catalogue of Life.